# Dianthus brevicaulis
Dianthus brevicaulis är en nejlikväxtart. Dianthus brevicaulis ingår i släktet nejlikor, och familjen nejlikväxter.

## Underarter
Arten delas in i följande underarter:
- D. b. brevicaulis
- D. b. setaceus

## Bildgalleri

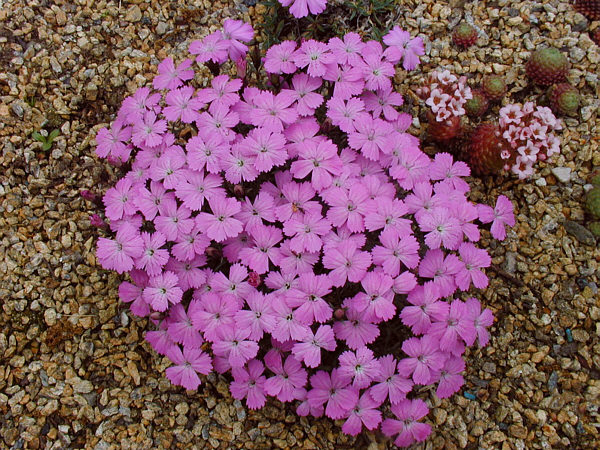